# Michio Jimbo
Michio Jimbo (en japonais )神保 道夫, Jimbo Michio ; né le 28 novembre 1951) est un mathématicien japonais spécialisé en physique mathématique.

## Biographie
Jimbō étudié à l'Université de Tokyo (diplôme en 1974) et avec Mikio Satō au RIMS (Research Institute for Mathematical Sciences) à Kyoto. En 1992, il devient professeur à l'Université de Kyoto et en 2000 à l'université de Tokyo. Il est professeur à l'Université Rikkyō.

## Recherche
Jimbō a travaillé sur les modèles intégrables de la mécanique statistique et de la théorie quantique des champs et des structures algébriques qui y apparaissent, comme les groupes quantiques (en lien avec l'équation de Yang-Baxter), qu'il a découverts indépendamment de Vladimir Drinfeld et les algèbres de Lie affines (par exemple dans les équations de Soliton qui sont exactement résolubles en raison d'une infinité de tailles de conservation, en collaboration avec Etsurō Date, Tetsuji Miwa et Masaki Kashiwara). Dans le cas des équations solitons, ils ont développé la méthode directe de Ryōgo Hirota du début des années 1970. Avec Miwa et d'autres, il a également étudié le rôle des groupes quantiques dans les modèles de réseau résolubles et a trouvé des formules exactes pour leurs fonctions de corrélation. Il a étudié les groupes quantiques elliptiques avec Hitoshi Konno, Satoru Odake et Jun'ichi Shiraishi. Il contribue à la hiérarchie de Kadomtsev–Petviashvili et d'autres hiéarchies intégrables, et au développement de la théorie des systèmes de déformation isomonodromique pour les opérateurs dérivés covariants rationnels.
Dans les années 1970, et avec son professeur Mikio Satō et Tetsuji Miwa, il découvre un lien entre les déformations préservant la monodromie des équations différentielles linéaires et des fonctions de corrélation dans le modèle d'Ising. Avec Miwa, il étudie ensuite les déformations isomonodromiques générales des équations différentielles linéaires (déjà étudiées début du XXe siècle par Ludwig Schlesinger et Richard Fuchs).
Jimbō a également étudié les chaînes de spin  exactement résolubles et les structures algébriques associées.

## Distinctions
En 1987, et avec Tetsuji Miwa, il est lauréat du prix d'automne de la Société mathématique du Japon et en 1993 du prix de l'Académie des sciences du Japon. En 1990, il est conférencier invité au Congrès international des mathématiciens à Kyoto  (Solvable lattice models and quantum groups). En 2013, il a reçu conjointement avec Miwa, le prix Dannie-Heineman de physique mathématique pour « leurs développements fondamentaux dans le domaine des systèmes intégrables et leurs fonctions de corrélation en mécanique statistique et en théorie quantique des champs, utilisant des groupes quantiques, l'analyse algébrique et la théorie des déformations ». En 2010, il est récipiendaire de la médaille Wigner.

## Publications

### Livres
- Etsurō Date, Michio Jimbo et Tetsuji Miwa, Solitons – differential equations, symmetries and infinite dimensional algebras, Cambridge University Press, 2000 (ISBN 0-521-56161-2).
- Michio Jimbo et Tetsuji Miwa, Algebraic analysis of solvable lattice models, American Mathematical Society, 1993 (ISBN 0-8218-0320-4).
- Michio Jimbo (éditeur), The Yang-Baxter Equation in integrable systems, World Scientific, 1990.

### Articles
- Herman E. Boos, Michio Jimbo, Tetsuji Miwa et Fedor  Smirnov, « A recursion formula for the correlation functions of an inhomogeneous XXX model (Original: Algebra I Analiz, Tom 17 (2005), Nomer 1) », St. Petersburg Math. J., vol. 17,‎ 2006, p. 85–117 (DOI 10.1090/S1061-0022-06-00894-6)
- Michio Jimbo, « A q-difference analogue of U(g) and the Yang-Baxter equation », Lett. Math. Phys., vol. 10,‎ 1985, p. 63–69.
- Etsurō Date, Michio Jimbo, M. Kashiwara et Tetsuji Miwa, « Operator approach to the Kadomtsev-Petviashvili equation III », Lett. Math. Phys., vol. 50, no 11,‎ 1981, p. 3806–3812 (DOI 10.1143/JPSJ.50.3806).
- Michio Jimbo, Tetsuji Miwa et K. Ueno, « Monodromy Preserving Deformation of Linear Ordinary Differential Equations with Rational Coefficients I », Physica D, vol. 2, no 11,‎ 1981, p. 306–352.
- Michio Jimbo et Tetsuji Miwa, « Solitons and infinite dimensional Lie algebras », Publications RIMS, vol. 19,‎ 1983, p. 943–1001 (DOI 10.2977/prims/1195182017).
- Michio Jimbo, Tetsuji Miwa et Yasuko Môri, « Density matrix of an impenetrable Bose gas and the fifth Painlevé transcendent », Physica D, vol. 1, no 1,‎ 1980, p. 80-158 (DOI 10.2977/prims/1195182017).
- Michio Jimbo, Tetsuji Miwa, Yasuko Môri et Mikio Satō, « Holonomic quantum fields an unanticipated link between deformation theory of differential equations and quantum fields », Lecture Notes in Physics', Springer, vol. 116,‎ 1980, p. 119–142